# Donato Piazza

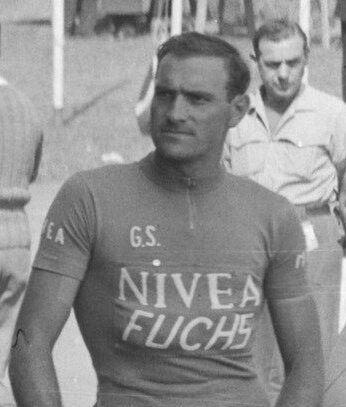
Donato Piazza (1956)

Donato Piazza (* 2. Januar 1930 in Villasanta; † 14. September 1997 in Monza) war ein italienischer Radrennfahrer und nationaler Meister im Radsport.

## Sportliche Laufbahn
Piazza war Straßenradsportler. 1950 siegte er als Unabhängiger im Gran Premio della Liberazione sowie in den Rennen Milan–Busseto und Coppa del Re. 1951 holte er einen Etappensieg in der Belgien-Rundfahrt für Unabhängige. 
1951 wurde er Berufsfahrer im Radsportteam Bianchi-Pirelli und blieb bis 1958 als Radprofi aktiv. 1952 gewann er drei Etappen der Marokko-Rundfahrt, 1954 gewann er erneut eine Etappe. 1955 siegte er im Gran Premio Alghero. 
1955 konnte er zwei Tagesabschnitte der Vuelta a España für sich entscheiden. Dazu kam der Erfolg im Eintagesrennen Sassari–Cagliari. Im Giro d’Italia 1956 holte er einen Etappensieg. Beim Sieg von Germain Derycke wurde er 1953 Zweiter bei Paris–Roubaix. In der Trofeo Baracchi wurde Piazza 1954 und 1956 Dritter.
Den Giro d’Italia bestritt er sechsmal. 1952 wurde er 89., 1953 66., 1955 72., 1956 42., 1957 und 1958 schied er aus. In der Vuelta a España wurde er 1955 43., 1957 schied er aus.
Im Bahnradsport gewann er 1952 und 1953 den nationalen Titel in der Einerverfolgung der Profis jeweils vor Antonio Bevilacqua. 1957 gewann er die Meisterschaft im Omnium.